# 川崎市立西生田中学校
川崎市立西生田中学校（かわさきしりつにしいくたちゅうがっこう）は、は神奈川県川崎市麻生区高石にある公立中学校。

## 沿革
- 1970年（昭和45年）4月1日　創立。

## 小学校学区
- 川崎市立西生田小学校
- 川崎市立百合丘小学校

## 学級数（2022.4.1現在）
- 1学年　５学級
- 2学年　5学級
- 3学年　5学級
- 支援級　1学級
- 合計　　16学級

## 関連する人物

### 教員
- 中村純子 - 東京学芸大学教育学部准教授。2014年度まで国語科教諭として勤務。

### 生徒
- 遠藤三紀夫 - 元座間市長
- 渡辺皓太 - プロサッカー選手。2014年3月卒業。
- 久保建英[1] - プロサッカー選手。2014年4月入学，2017年3月卒業。
- 箕輪健太 - 指揮者